# Erinna
Erinna (grekiska Ἤριννα) var en forngrekisk skald. Hon levde omkring 600 f.Kr. och var samtida med Sapfo, till vilken hon stod i förtroligt vänskapsförhållande. 
Såsom hennes födelseort uppges dels någon av öarna Tilos, Tenos eller Rhodos, dels staden Teos i Jonien. Hon dog vid nitton års ålder. Bland hennes dikter berömmes i synnerhet Elakate (sländan), ett episkt skaldestycke omfattande ungefär 300 verser, av vilka det numera blott återstår obetydliga fragment av tvivelaktig äkthet. Hon författade även epigram, av vilka några (sannolikt äkta) finns i behåll. 
Hon ingår i den grupp av nio kvinnliga diktare som av Antipater från Thessalonica jämförs med de nio muserna: Sapfo, Praxilla,   Moero, Anyte, Erinna, Telesilla, Korinna, Nossis och Myrtis.
Nedslagskratern Erinna på planeten Venus är uppkallad efter henne.